# Conus saragasae
Conus saragasae is een in zee levende slakkensoort uit het geslacht Conus. De slak behoort tot de familie Conidae. Conus saragasae werd in 1986 beschreven door Rolán. Net zoals alle soorten binnen het geslacht Conus zijn deze slakken roofzuchtig en giftig. Zij bezitten een harpoenachtige structuur waarmee ze hun prooi kunnen steken en verlammen.